# Textilfiber

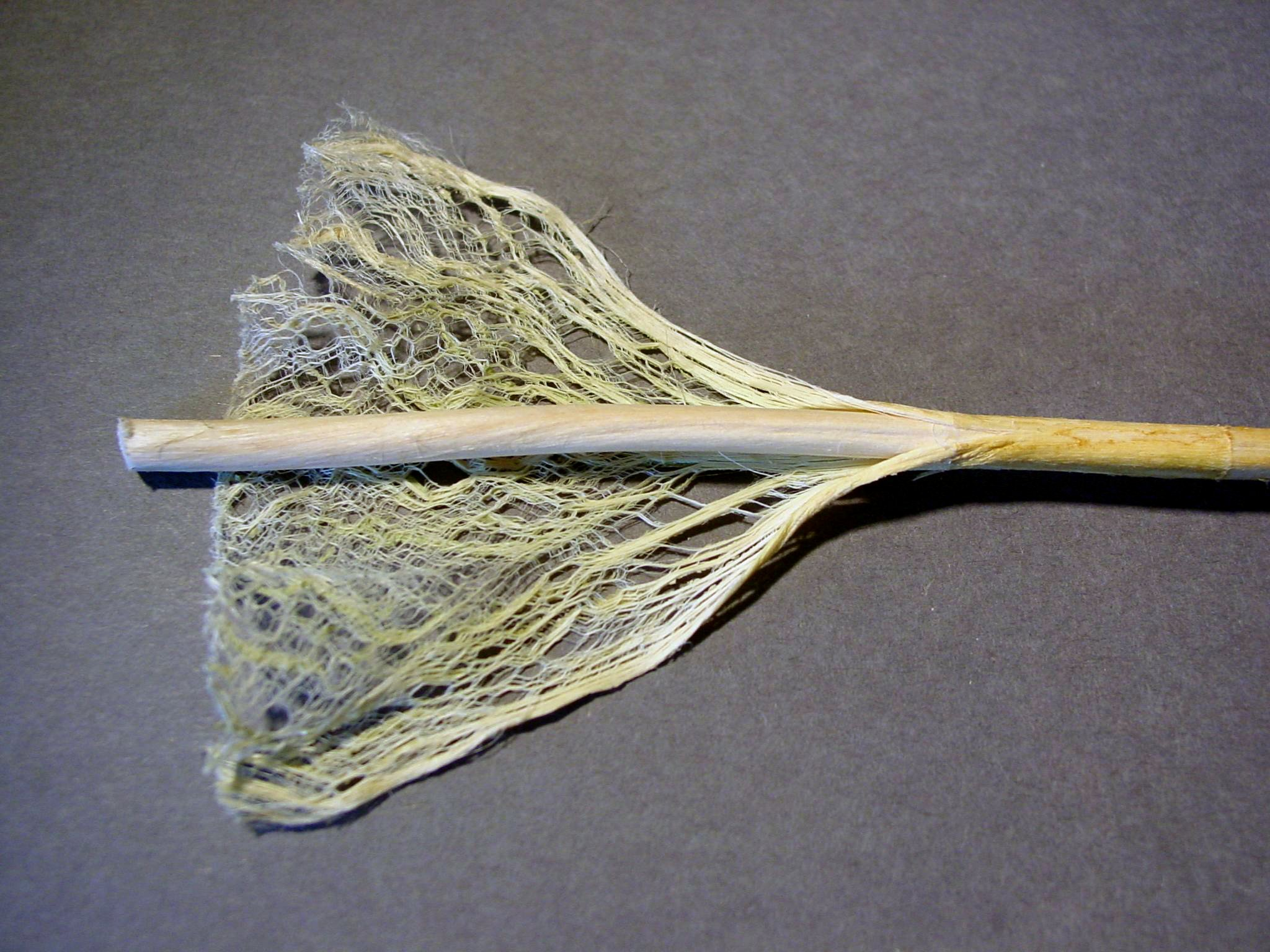
Fibrer av hampa.

Textilfibrer är ett samlingsnamn för fibrer som används vid tillverkning av textilier. En textilfiber är flexibel, lång och tunn, elastisk och lämplig för textil användning.
Textilfibrer delas in i naturfibrer och konstfibrer, den senare kategorin delas vidare in i regenatfibrer och syntetfibrer. Samma fiber är ofta känd under flera olika namn, ett kemiskt namn (systematiskt namn), ett trivialnamn och ett handelsnamn. Exempelvis är det kemiska namnet cellulosa-xantogenat mer känt under trivialnamnet viskos, vilket i sin tur är känt även under handelsnamnet Bembergsilke.
En textilfiber är långsmal och har en diameter mindre än 0,1 millimeter. Längden är minst hundra gånger diametern.. Man skiljer mellan långa fibrer, så kallade filamentfibrer, och korta fibrer, så kallade stapelfibrer. Konstfiber har som regel längre fiberlängd än naturfiber. Tidigare gav man ofta filamentfibrer efterledet -silke (exempelvis rayonsilke) och stapelfibrer efterledet -ull (exempelvis rayonull). Nu är det förbjudet att kalla sådana material med filamentfibrer för silke. Ännu kortare fibrer, omkring 5 millimeter långa, av bomull, kallas för linters. Korta fibrer av lin och hampa kallas blånor
Textila fibrer blandas ofta med varandra för att få fram speciella egenskaper.

## Olika typer av textilfiber
Textilfibrerna delas upp i naturfiber och konstfiber. 
- Naturfiber består i sin tur av: 
  - växtfiber, såsom lin eller bomull, och
  - djurfiber, såsom ull eller silke.
- Konstfibrerna delas upp i två undergrupper: 
  - Den första undergruppen kallas regenatfibrer, som är konstgjorda fibrer framställda av naturprodukter såsom trä eller protein.
  - Den andra undergruppen kallas syntetfibrer och består av konstgjorda organiska polymerer, ofta med oljeprodukter som bas. Hit hör bland annat nylon, polyester, kevlar och lycra.

## Analys av textilfiber
Textilfibrer är ibland svåra att skilja från varandra. Genom att göra förbränningsprov, slitprov och genom att i vissa fall utsätta fibrerna för saltsyra eller aceton kan man skilja exempelvis merceriserad bomull från silke.

## Textilfibrernas historia
Människans användning av naturfibrer går tillbaka mycket långt i mänsklighetens historia. Troligen var tovade textilier de första textilierna och tidigt använda naturfiber var troligen linne och ull.
De första regenatfibrerna utvecklades i mitten av 1800-talet. Naturfiber, i synnerhet silke, var kostbara och det fanns ett behov av ett billigare alternativ.  År 1855 fick den schweiziska kemisten Audrmars ett patent på konstgjort silke baserat på mullbärsträdets bark. Världsutställningen 1889 i Paris blev startskottet för kommersialiseringen av det konstgjorda silket, som döptes till rayon. Ett viktigt steg på vägen var den engelska upptäckten av 1892 av den så kallade viskosmetoden. Rayon kallades också nitratsilke eller konstsilke och går idag främst under benämningen viskos. Den första storskaliga tillverkningen av rayon inleddes 1891 i Besancon i Frankrike. 1897 tillverkas kopparsilke, en sorts konstsilke, i Tyskland. I USA tog det flera misslyckade försök innan den kommersiella produktionen av rayon startade 1910. I Sverige började ingenjör Strehlenert i Nol redan 1900 att experimentera med att tillverka rayon, men det var först 1917 som man i Vansbro lyckades tillverka fibern enligt viskosmetoden. Som en följd av detta bildades AB Svenskt konstsilke 1918. 1914 börjar tyska och italienska fabriker producera kortfibrig rayon under handelsnamnet cellwolle (cellull). 
Den första syntetfibern, plasten acetat, utvecklades 1893 men först 1924 började fibern användas kommersiellt inom textilindustrin i England. Den första riktigt stora syntetfibern, nylon, utvecklades av den amerikanska kemisten Wallace Carothers 1931. Nylonet började produceras kommersiellt i USA 1939 och de två stora produkterna var nylonstrumpor och fallskärmstyg. Med USA:s intåg i andra världskriget ströps produktionen av nylonstrumpor till förmån för bland annat fallskärmstyg. Samtidigt som nylon introduceras i USA introduceras perlon i Tyskland.
År 1941 kom fibern terylen i England och dacron i USA. Efter krigsslutet kom modakryl-fibern och olefin-fibern. På femtiotalet kom akrylfiber och polyester, den senare hade delvis upptäckts av Wallace Carothers, men först nu insåg man betydelsen av fibern. En annan fiber som kom under femtiotalet var triacetat. Branschens uppmärksamhet riktades nu bort från att hitta nya syntetfibrer, utan fokus blev istället att förfina de tekniker och fibrer som utvecklats.
Under 1960-talet kom tre nya fiber, som på olika sätt ökade komforten: uretan (mer känt under handelsnamnet Lycra), Aramidfiber, som var en polyamid som stod emot värme, samt para-aramid (mer känt under handelsnamnet Kevlar) introducerades alla på marknaden. På sjuttiotalet kom andra frågor på tapeten, såsom flamsäkerhet. Oljekrisen 1973 ledde till att produktionen av syntetfibrer effektiviserades.

## Egenskaper
Textila fibrer har varierande styrka, töjbarhet och återhämtningsförmåga.